# Dark Moor (album)
Dark Moor är spanska symphonic power metal-bandet Dark Moors fjärde och självbetitlade album. Detta första albumet med bandets nya medlemskap efter att Elisa C. Martín, Albert Maroto och Jorge Saez lämnat bandet för att starta sitt nya project Dreamaker. Skivan blev inspelad i Italien och släpptes den 24 november 2003.

## Låtlista
1. "A Life for Revenge"
2. "Eternity"
3. "The Bane of Daninsky (The Werewolf)"
4. "Philip, The Second"
5. "From Hell"
6. "Cyrano of Bergerac"
7. "Overture"
8. "Wind Like Stroke"
9. "Return for Love"
10. "Amore Venio"
11. "The Ghost Sword"
12. "The Dark Moor"
13. "The Mysterious Maiden" (Bonus)

## Medlemmar
- Alfred Romero - sång
- Enrik Garcia - gitarr
- José Garrido - gitarr
- Anan Kaddouri - bas
- Andy C. - trummor